# 競馬の競走
競馬の競走では、主に日本における競馬の競走について説明するが、適宜日本以外の競馬のことについても補足的に説明する。
公営競技における競走（レース）とは1回の競い合いまたはそれらを複数回まとめたものを意味するが、競馬においては前者の「1回の競い合い」の意味のみで用いられる。これは競馬においては同一開催内で複数回出走することは稀であるため、1つの開催を1つの大会と捉える概念が存在しないためである。

## 開催
中央競馬の開催に関しては競馬法第3条および競馬法施行規則第2条、地方競馬の開催に関しては競馬法第20条および競馬法施行規則第29条により開催を単位として行うことが記述されており中央競馬は1開催12日間まで、地方競馬は1開催6日間まで施行することができる。「1回東京競馬」などの開催の中において「土曜日、日曜日」などのまとまって開催されるものを節と呼ぶ習慣はあるが、正式に定義された用語ではない。
開催についての詳細は競馬の開催を参照。
競走は事前に発表されている競馬番組に沿って行われる。競走に出走する競走馬はあらかじめ出馬投票を行って、競走への出走が認められなければならない。
以下では競走の前後についての流れを順を追って、説明する。

## 1日に割り当てられる競走数
競馬法により、1日の開催日において施行できる競走は最大12競走までとされ、通常の日中開催である場合、12競走が行われるのであれば、午前中に概ね5競走、午後に後半の7競走が行われる。通常はJRAでは午前10時前後、NARは11時前後に第1競走が行われ、最終競走は概ね16時半前後に割り当てられる。
中央競馬においては、通常の開催では東日本主場（原則として東京・中山と夏季の福島・新潟）、冬季の日没が早い時期（11-1月）は例外として西日本主場（原則として阪神・京都）、GI開催日（冬季に当たるジャパンカップ・チャンピオンズカップ・中山大障害・有馬記念・ホープフルステークスを除く）はGIが行われる会場でのレースを発走順の一番末尾に充てている。また1日の最終競走は夏季（概ね6月-9月初め）は16:30、冬季は16:20前後、それ以外は16:25を1日の最終競走として、その発走順で一番末尾となる会場の最終競走に充てている。
日にもよるが、最終競走から数えて4つ前のレースから3競走（12レース建てでは、一般的には9・10・11レース）を特別競走に割り当て、その中でも重賞、ないしはその日の特別競走の条件で最も格の高い条件に当たる特別競走をその日のメイン競走（一般的には第11レース）として扱う。JRAの場合は、クラシック各競走、天皇賞（春・秋）、宝塚記念、ジャパンカップ、有馬記念の開催日の当該競馬場は5競走、それ以外のGI競走や、障害の重賞・特別競走開催日、その他JRAが指定した特定開催日の当該競馬場では4競走を特別競走として指定する。
2023年度秋季は、中山競馬場の照明設備の拡充により、12月の平年の第5回中山・第5回阪神・第4回中京の開催節も、中京・阪神で行われるGⅠ競走実施日を除き、原則中山を発走順序で一番最後に割り当てるようにし、1日の最終競走の発走時刻も有馬記念・ホープフルステークス当日は16時25分、他は16時20分に設定した。
2024年度について、夏季の暑熱対策から実施される新潟競馬場で実施する夏季2場開催日（第2回新潟競馬）の「競走時間の拡大」（いわゆる薄暮競走）が行われる場合は以下の通りとなっている。
- 第1競走発走：9:35
- 第5競走発走：11:35
（ここから休憩時間）
- 第6競走（原則準メイン）発走：15:10
- 第7競走（原則メイン）発走：15:45
- 最終競走（原則第12競走）発走：18:25
- 特別競走は第1・4日は4競走で第6・7・11・12競走、第2日は第6・7・12競走、第3日は第6・7・11競走の各3競走を割り当てる。
- この間の札幌競馬場との同時開催時間帯は、午前中（新潟第1-5競走相当）は新潟から札幌、午後（新潟第6-8競走相当）は札幌から新潟の順番で発走する。

なお、2025年度は「競走時間の拡大」は中京競馬場（第3回中京競馬）でも実施され、夏季3場開催に復帰することから、前述の発走順は変更される見通しとなっている。
通常はJRAの競馬開催において、GII以上の重賞競走、並びに3歳馬のクラシック競走に於けるトライアル競走でのリステッド競走を除く各種競走において、所定の出馬投票の締め切り後、出走申し込み馬が原則4頭以下（3歳未勝利戦のみ5頭以下）となった場合は、その競走は取りやめて行わないものとする。また、（指定）=指定交流競走、（特指）=特別指定交流競走においての[地]=地方競馬所属馬、（国際）=国際競走においての[外]=外国馬の出走申し込みがあった場合は規定頭数以下の場合であってもその競走は取りやめないものとする。但し、競走の枠順が確定し、それ以後において出走取消・競走除外が生じて結果的に4頭以下となった場合は、最終的な出走頭数にかかわらず、レースは行われるものとなっている
1997年度までは基本1日11競走/場を基本とし、出馬投票後にフルゲートを超える登録馬があった場合に同じ競争条件の「分割競走」（出馬投票#中央競馬における競走の分割参照）が1レース行うことがあった（基から12競走組まれている場合と2歳〈当時3歳〉限定戦を除くGⅠ競走開催日を除く）。

## 競走馬の輸送〜発走直前

### 競馬場への競走馬の輸送

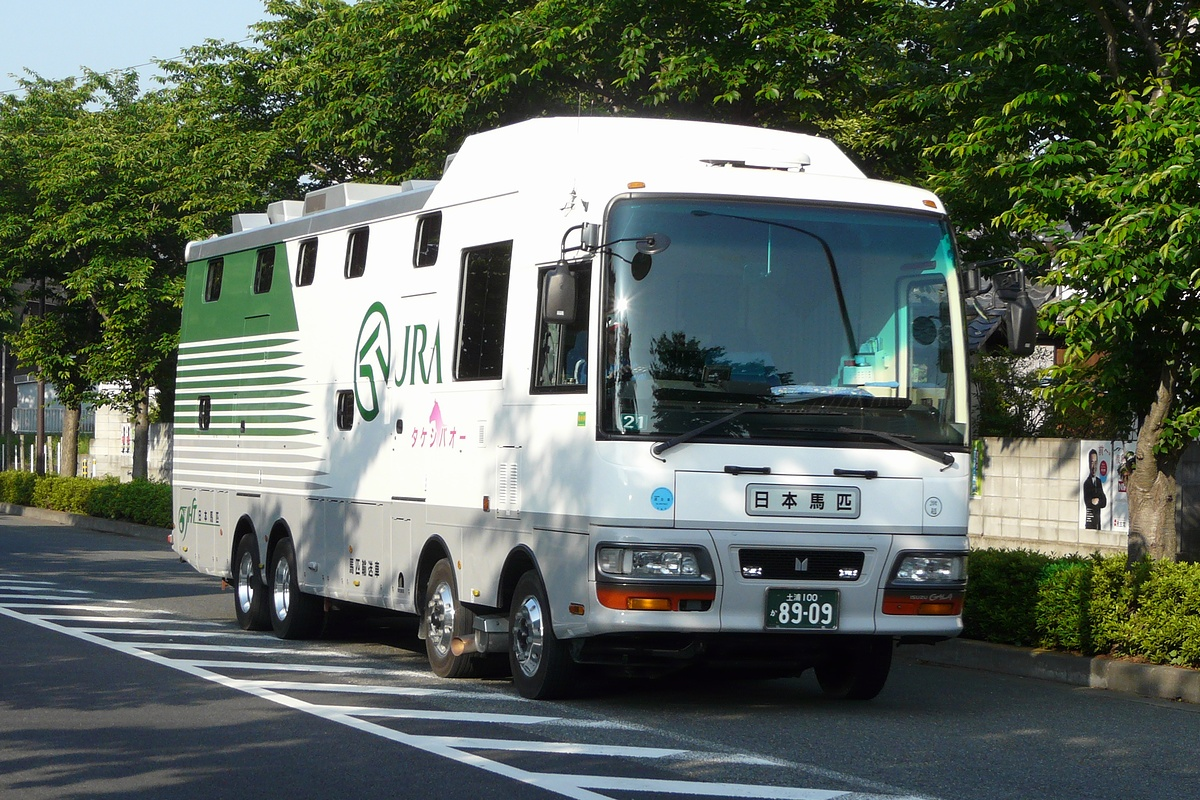
東京競馬場に向かう馬運車

調教師は厩舎から競走が行われる競馬場まで、競走馬を輸送しなければならない。国内の輸送には、バス型の馬匹車が使われる。外国へ競走馬を輸送する場合には、航空コンテナが使われる。ただし、検疫などの関係で大掛かりな輸送となる。
中央競馬の場合、厩舎は基本的に美浦・栗東の両トレーニングセンターにあるため競馬場とトレーニングセンターの間が距離が離れている場合がある。近くの競馬場（美浦→中山・東京、あるいは大井など南関東公営競馬の競馬場や栗東→京都・阪神・園田・姫路、場合によっては中京）に出走する場合には競走当日（午前3時頃に出発）に輸送するが、遠くの競馬場（関東⇔関西、北海道、福島、新潟、小倉、美浦→中京）に出走する場合には競走前日やそれよりも前に輸送する。例えば本州と北海道の間は船（フェリー）便であり移動に時間がかかるため、事前に輸送しておき競馬場の馬房に事前に滞在することが多い。かつては出走1週間から10日くらい前に馬を輸送して現地に滞在して調教を行い、目的のレースに出走する形態が多く行われていたが1980年代以降高速道路網の整備で輸送時間が短縮されたことから北海道を除いてトレセンで最終追い切りを行った後、前日や前々日に馬を輸送し出走の翌日にトレセンへ戻ることが多くなっている。
2002年に函館競馬場にウッドチップコースが完成した。毎朝の調教にウッドチップコースが使えるということで、札幌競馬場に出走する馬が函館競馬場に滞在していることも多い。
地方競馬の場合、競馬場に併設して厩舎が置かれている競馬場と競馬場とは別の場所にトレーニングセンターが設けられている競馬場がある。
競馬場に到着した競走馬は競馬場の馬房にて、指定された時間まで待機する。

### 調整ルーム
騎手は外部との接触を防ぐため、中央競馬の場合は騎乗前日21時までに競馬場・トレーニングセンターに併設されている調整ルームに入らなければならない。前日に他の競馬場で騎乗していたなど、指定された時間までに調整ルームに入ることができない場合には、電話などでの届出が必要である。正当な理由や止むを得ない理由がなく、指定された時間までに調整ルームに入ることができなかった騎手には、裁決委員より戒告、場合によっては騎乗停止などの制裁が課せられる。なお、騎乗予定のない場合は、競馬場・トレーニングセンターの調整ルームには入る必要はないが、トレーニングセンターの場合は厩舎の仕事や調教などの用事のない限り、開催時間帯の同施設外への外出は禁止されている。
地方競馬の場合は、各主催者により設置の有無は異なる。南関東競馬など、設置されている主催者は中央競馬と同様、開催前日の指定の時間までに入室する必要がある（南関東の場合、騎乗前日16時までに入室。ただし入室義務があるのは当該競馬場所属騎手のみで、他場の所属騎手は同時刻より自宅待機の上ハイヤーで送迎となる）。なお、設置されていない主催者の場合は、レース前の検量2時間前に調整ルームに間に合うように到着すればよいとされている。
騎手などの競馬関係者、および輸送される競走馬が交通渋滞などにより間に合わない場合には、可能な限りレース発走時間を遅らせる措置を取る場合もある。
調整ルームのない日本国外では、基本的にレース前の検量2時間前までにジョッキールームに到着すればよいことになっている。
調整ルームでは携帯電話などでの通話やメール（騎手間も含まれる）、インターネットの閲覧も含め外部との連絡は一切禁じられ、面会も騎手の家族や所属している厩舎の調教師や調教助手などの厩舎関係者、および調整ルームで勤務する職員や医師、整体師、マッサージ師、清掃業者、食事を支度する業者程度に限られている。これは公正な競馬開催を確保するためという観点と、騎手が競馬の競走に集中できるようにするためである。調整室での外部との接触が発覚した場合は、騎手の注意義務を怠ったとみなされ、一定期間の騎乗停止処分を科される場合がある。2013年から2014年にかけて大井競馬所属の御神本訓史は、資格のない者を騎手調整ルームに出入りさせ30日間の騎乗停止処分になっている。調整ルーム滞在中に限らず、競馬開催日についても同様のルールであり、2023年4月23日の競馬開催期間中に競馬場の騎手控室や調整ルームでインターネット動画の閲覧や騎手間の通話を行ったとして、若手騎手6名が「競馬の公正確保について業務上の注意義務に違反した」として、同年5月13日から30日間（開催日10日間）の騎乗停止処分を受けている。
その後も中央・地方、さらには若手・ベテランを問わず、調整ルームを含めた業務エリア内での通信機器の不適切使用事案が後を絶たず、2024年に入っても水沼元輝や小林勝太の様に携帯端末を複数所持してダミーを預けるなど偽装工作を行ったことで「騎手として重大な非行」と認定されて長期間の騎乗停止処分を受けた者や、藤田菜七子や永野猛蔵の様に引責による騎手引退に追い込まれた者も出るなど、主催者や競馬サークル内にとって、携帯電話などの一般的な普及による騎手間の認識のギャップや公正確保のあり方も含め、大きな課題に直面している。
また、外出についても前述の理由から厳しい制限が加えられる。上記の御神本が数回無断外出していた他、2018年3月16日、第12回船橋競馬第5日目に騎乗予定であった同競馬場所属の中野省吾が調整ルームに入室後に無断退出したことがあり、10日間の騎乗停止処分になった事例がある。
この様な注意義務違反が累積したことで、前述の御神本および中野については、その後の騎手免許更新が地方競馬全国協会（NAR）によって認められなかった。
これ以外にも、居室内の備品を破壊したこと（2023年の吉田隼人など）、調整ルーム内で殴り合いの喧嘩をしたこと（2024年の池添謙一・富田暁など）を理由とした騎乗停止処分の例もある。
なお感染症の流行のようなイレギュラーケースでは、調整ルームに関する規制が一時的に緩和されることもある。2020年以降の新型コロナウイルス感染症の流行においては、JRAが認定した自宅・ホテルを「認定調整ルーム」として、通常の調整ルームと同等の扱いとみなす措置が取られた。
レース終了後は調整ルームは基本的に閉鎖されるが、体調不良や諸事情で移動が困難な場合にはレース後にも例外的に使用が認められることがある（2024年7月の川田将雅など）。

### 前検量
騎手は騎乗前に適正な負担重量を背負っているかどうかを調べるために前検量が行われる。
負担重量が不足している場合には、錘などで調整する。錘は騎手が着用する勝負服の下に装着するプロテクターにつけるほか、鞍に入れることもできる。体重オーバーなどで負担重量を超過している場合には一定の重量までの場合にはそのまま騎乗できる（その場合でも騎手に対して制裁がある）が、一定の重量をも超過している場合には騎乗できず別の騎手が騎乗することとなる。後検量も同様であるが、振子式はかり（機械式非自動はかりの一種）が使用されることが多い。
予定している騎手が病気になったり落馬などで負傷して騎乗不可能になった場合、別の空いている騎手が駆り出される。馬の出走取消・競走除外は出来ない（疾病などやむを得ない場合を除く）。

### 装鞍所
競走馬は指定された時間までに装鞍所に向かい、前検量をうけて合格した鞍を取り付ける。鞍の取り付けは不正を防止するため、装鞍所の係員の前で取り付けなければならない。この際に競走馬のチェックも行われ、馬体重も測定される。
中央競馬の場合には発走時刻の70分前（有馬記念など一部競走では90分前）までに向かわなければならない（日本中央競馬会競馬施行規程第101条）。
中央競馬では馬体重は全馬測定されるが、地方競馬では馬が体重計で暴れて測定できない場合「測定不能」で下見所に向かう。これは中央競馬が歩行式の電気式はかりを導入しているのに対して、地方競馬は対象が静止しないと計量することが困難な振子式はかり等の機械式はかりを使用していることによるものである。
馬体重の発表は中央競馬は2キログラム刻み、地方競馬は1キログラム刻みである。これも使用しているはかりの目量の違いによるものである。

### 下見所

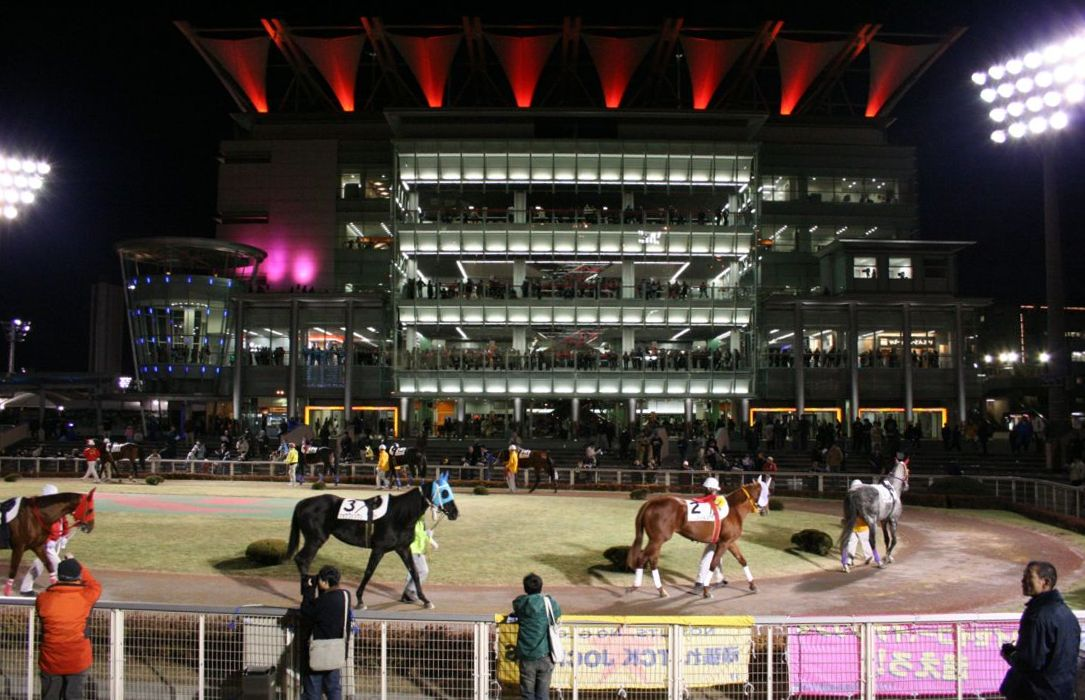
パドックを周回する競走馬

次は装鞍所から下見所（パドック）に向かう。ここで一般のファンに馬の状態を見せる。下見所では、厩務員や調教助手（まれに調教師）により曳かれて周回を行う。この際に装鞍所で計測された馬体重を掲示する。馬体重の掲示においては前走との増減もあわせて掲載される。ただし、初出走の場合や前回に馬体重を計測する習慣がない外国の競走に走っていた場合には前走との増減は掲示されない。周回が合図によって止められると騎手が整列し点呼を受けた上で、各競走馬に騎乗に向かう。ただし騎手は本馬場入場までに騎乗すればよいため下見所で騎乗せず、本馬場の手前で騎乗する場合もある。また、表彰式などで下見所で騎乗できない場合もある。

### 本馬場入場

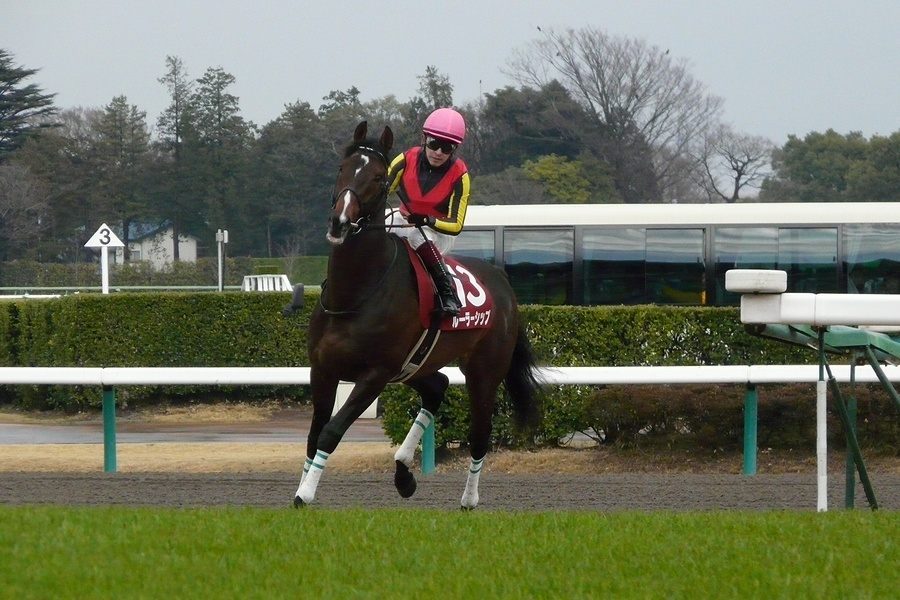
馬場に入る競走馬
（2012年日経賞、ルーラーシップ・福永祐一）

下見所から本馬場に入場する（日本国外ではここでファンファーレを鳴らす。日本でも本馬場入場曲が流される）。この時点で改めて発走委員が競走馬をチェックする。本馬場入りの際には騎手は必ず騎乗していなければならない。また馬を曳いていた人は曳き手を離さなければならない。ダグやキャンターで準備運動を行い、退避所で集合時間まで待機する。
その後、集合の合図が掛けられゲート後方（一部コースではゲート前方）に集合し輪乗りを行う。ただし、輪乗りで他馬に危害を加える馬については輪乗りには参加しない。輪乗りの途中で勝馬投票券の投票は締め切られ、集計に入る。この集計が終わらないと発走に入ることができない。

### 出走取消、競走除外

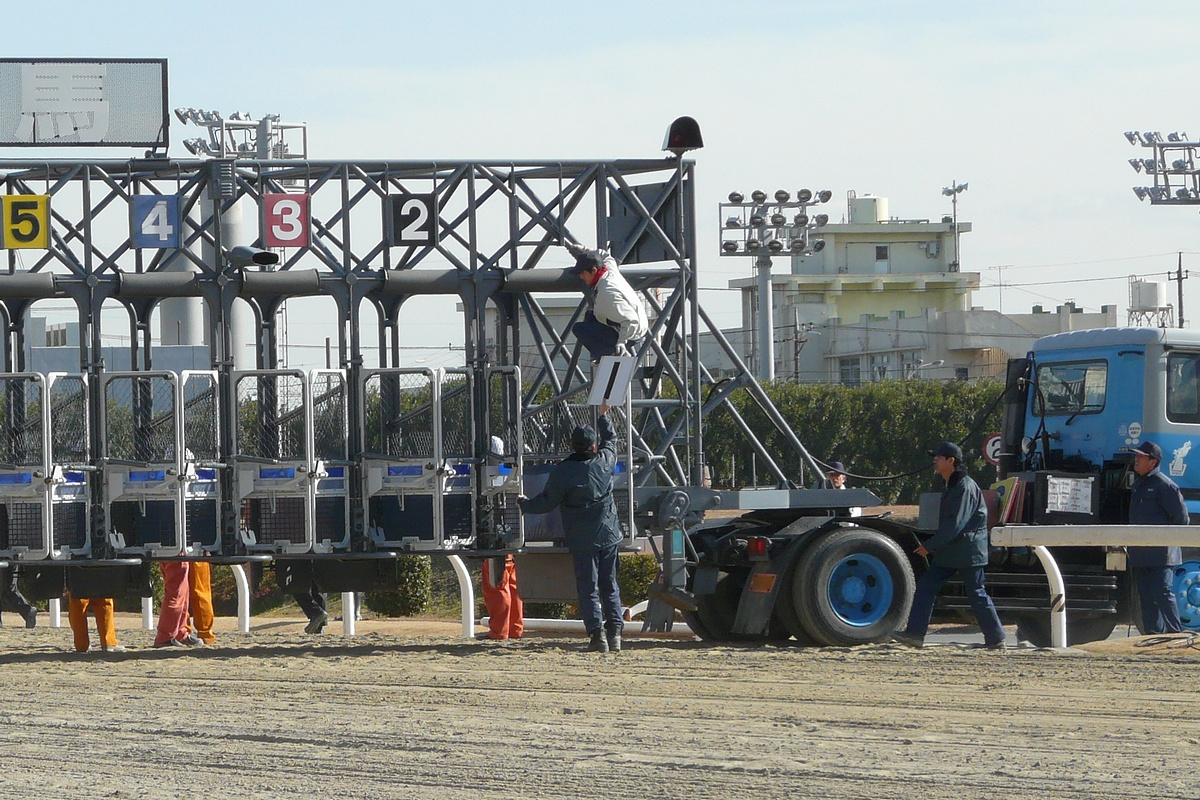
除外馬のゲート番号を除去する係員

出馬投票後、発走以前に疾病などにより、競走に出られなくなる状況はありえる。出走を取りやめる場合には出走取消または競走除外が行われる。日本では出走取消、競走除外ともに獣医師の診断による疾病などのやむを得ない場合に限られる。
この2つの区別はどの段階までに出走を取りやめたかによって判断されるが、中央競馬と地方競馬では判断基準が異なる。中央競馬の場合には装鞍所に来るまでに出走を取りやめる場合は出走取消と呼び、装鞍所に到着後、出走を取りやめる場合は競走除外と呼ばれる。逆に地方競馬の場合、馬券発売開始時間（前日発売の有無や主催者によって異なるが基本的には当日午前10時）までに出走を取りやめる場合を出走取消と呼び、馬券発売開始時間後に出走を取りやめる場合は競走除外と呼ぶ。
なお、JRAでは2000年1月の「日本中央競馬会施行規定第105条・競走除外に関する規定」の一部改正で、一度パドックに出場した出走予定馬が本馬場に入場する前に疾病し、出走取消となった場合は「発走除外」の扱いとしていたが、それを一律「競走除外」と表現している。

## 発走〜トレセンへの馬の帰着

### 発走
スターターが台に立って小旗が振られるとゲート入りの体制になる。通常は奇数番号の馬が先にゲートに入り、その後で偶数番号の馬がゲートに入る。これはゲートの構造上隣同士の馬が2頭同時に入ることができないため、奇数と偶数で分けて入れるようにしている。ゲート入りの悪い馬の場合、番号に関わらず真っ先にゲートに入れる場合がある。馬によっては目隠しをしたり、後からロープを張って強引にゲートに押し込むなどの作業を行ってもゲートに入りにくい馬があり、発馬時刻が遅れることもある。また本来はゲートの悪くない馬でも時々ゲートを嫌がることがあり、なかなかゲートに入らない場合は一度ゲートに入っていた馬を一度出してゲート入りを嫌がっていた馬を先にゲートに入れる場合もある。または、大外枠のさらに外側の枠に入れることもあり、これを外枠発走と呼ぶ。
日本では小旗が振られた時点でファンファーレが鳴り響くが、これは日本だけの習慣である。世界各国では、（ゲート式の場合）ゲート入りの前に何かがあるわけではなく粛々とゲート入りが行われるのが一般的である。日本の場合は、特にグレードワン競走の場合、ファンファーレに合わせて手拍子と大歓声が起きる。
ゲート入りの段階までで騎手を振り落として空馬になって走ってしまったり、ゲート内で暴れたりした場合にはゲートに入っていたとしても競走馬を出して馬体検査を行う場合がある。外傷や疲労が見られた場合には、競走から除外される。この時点での除外馬について、この馬を対象とした勝馬投票券は確定後に返還（買戻し）の対象となる。
ゲートが真正に開いた時点で競走馬は全て出走馬とみなされ、それ以後、出走を取り消したりすることはできない。従ってゲートが真正に開いたにもかかわらずゲートから出なかった場合や、ゲートが開いた直後に落馬した場合は全て競走中止馬とみなされる。これらの競走中止馬を対象とした勝馬投票券はすべて外れとなる。
但しゲートが不正に開いた場合、例えばある枠のゲートだけ開かなかったり逆に早く開いてしまったりした場合には発走のやり直しとなる（これを、カンパイという）。この時、ゲートの前方で旗が振られ、真正な発走でなかったことを騎手に伝える。

### 競り合い

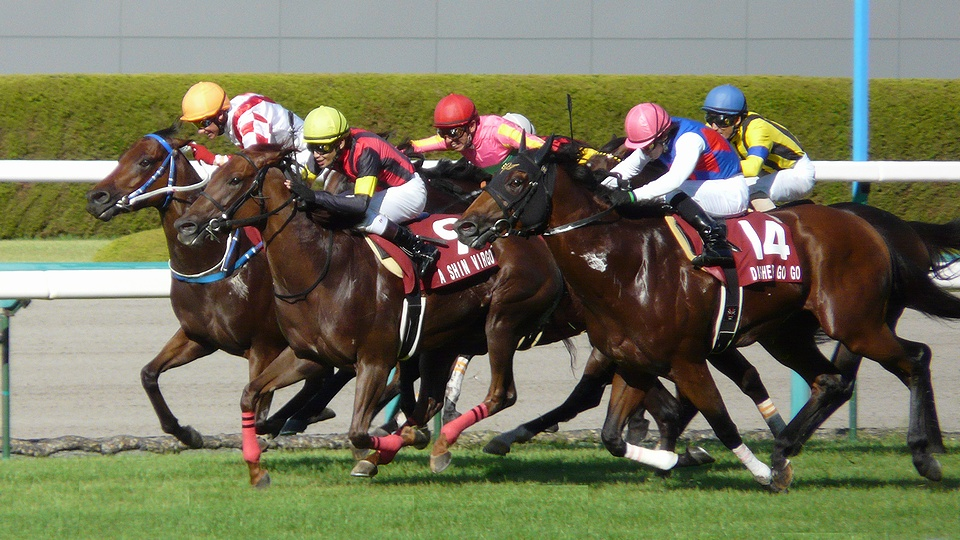
ゴール前の叩きあい

相手より早く決勝線に到達するべく、競り合いが繰り広げられる。競り合いにおける先頭を走る馬の一定距離ごとの走破タイムをラップと言い、200mごとに計測されることが多い。また、終盤の600mおよび800mの走破タイムを上がりと言う。決勝線にはじめに到達した競走馬の走破タイムを勝ち時計または勝ちタイムと言う。

### 到達順位の確定

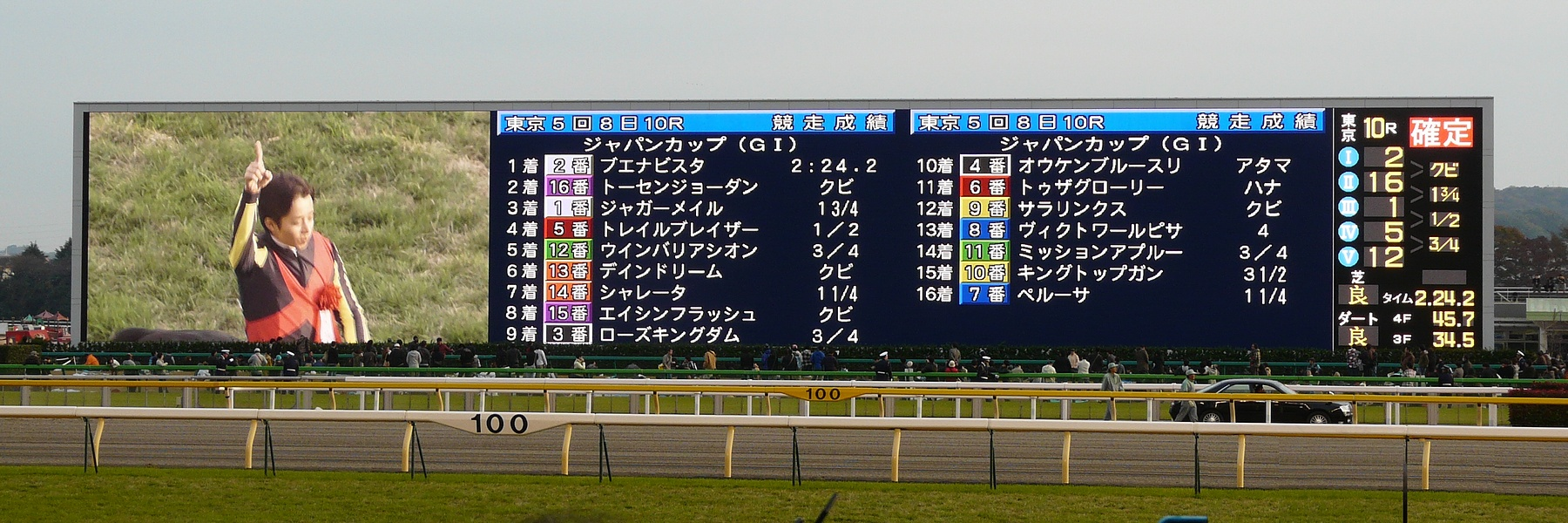
競走の確定

決勝線に最初に到達したものがその競走の勝者である。決勝線の到達はばんえい競走を除いては、馬の鼻先が通過した時点をもって判定される。ばんえい競走では馬が引っ張るソリの最後部が決勝線を通過した時点で判定される。ただし、正規に到達していない場合には2番目に到達したものが勝者となる。
決勝戦の通過の判定が難しい場合、決勝線に沿って設けられているゴール板で撮影されるスリット写真を使って順位を決定する場合がある。これを写真判定と呼ぶ。まれには写真判定が長引いて同着となることもある。
先頭から指定された時間以内に決勝線に到達できなかった場合（競走中止・疾病などの場合は除く。いわゆるタイムオーバー）、能力が足りないとみなされ一定期間の出走停止処分が下される。
なお、相手より先に決勝線に到達することを「先着」と言う。

### 後検量
競走が終了すると、指定された負担重量で騎乗していたか。また前検量と劇的に重量が変化していないか（悪天候下の場合は考慮される）を確かめるため後検量が行われる。

### 審議・確定

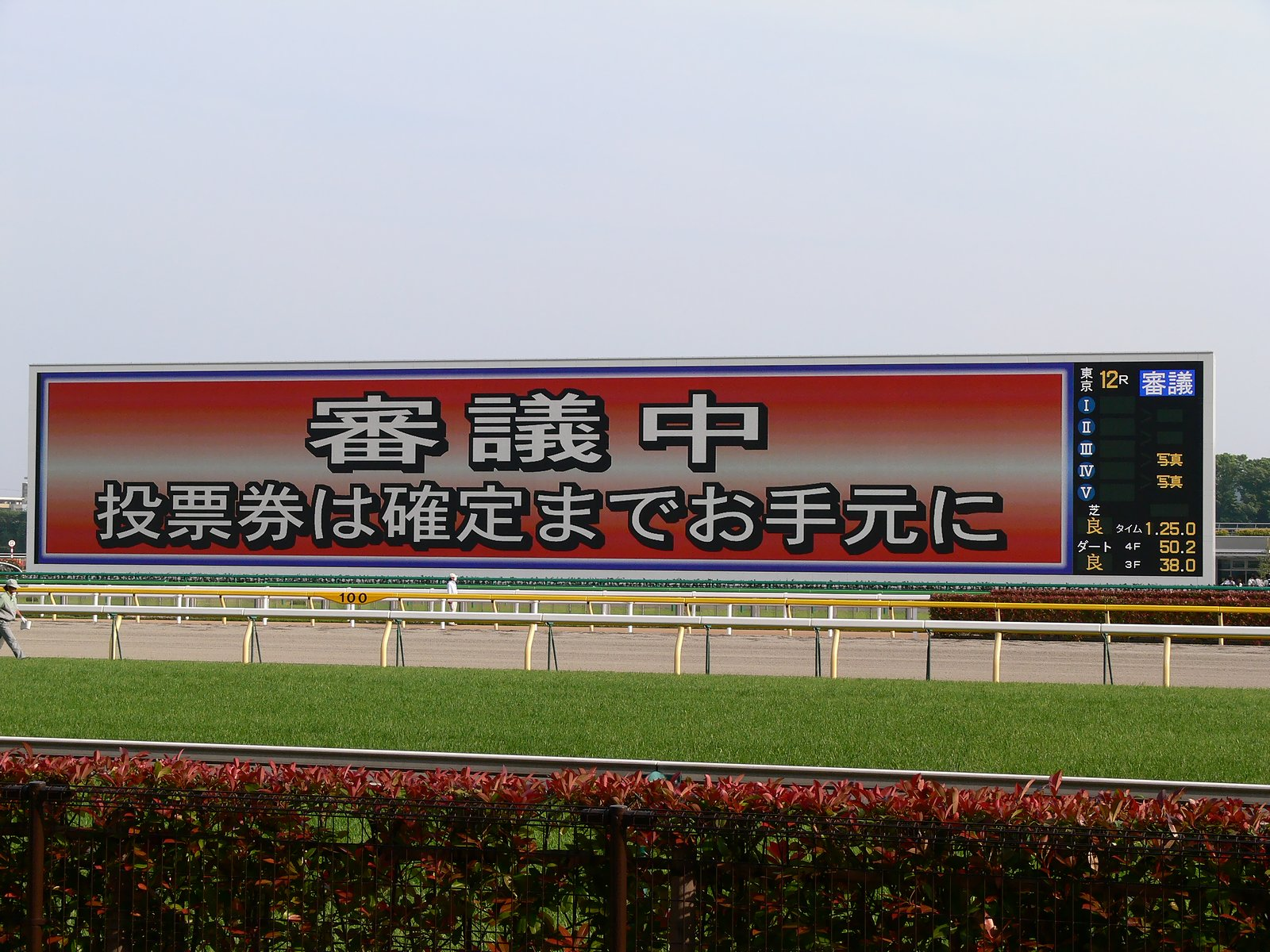
審議中の競走

競走中に走路妨害などの不正があったか、なかったかの審議が行われることがある。この結果、不正があった場合には失格・降着・過怠金などの制裁が取られる。
審議が終了すると競走の成績が確定され、勝馬投票券の配当額（払戻金）が発表される。その後、3着までの馬は採尿を行いドーピングの理化学検査を受けることになる。この時点以後に理化学検査などで成績が変更されても、勝馬投票券の配当は変更されない（関係者に対する処分、あるいは競馬法違反などを理由とした警察署などへの刑事告発などはある）。

### 表彰式

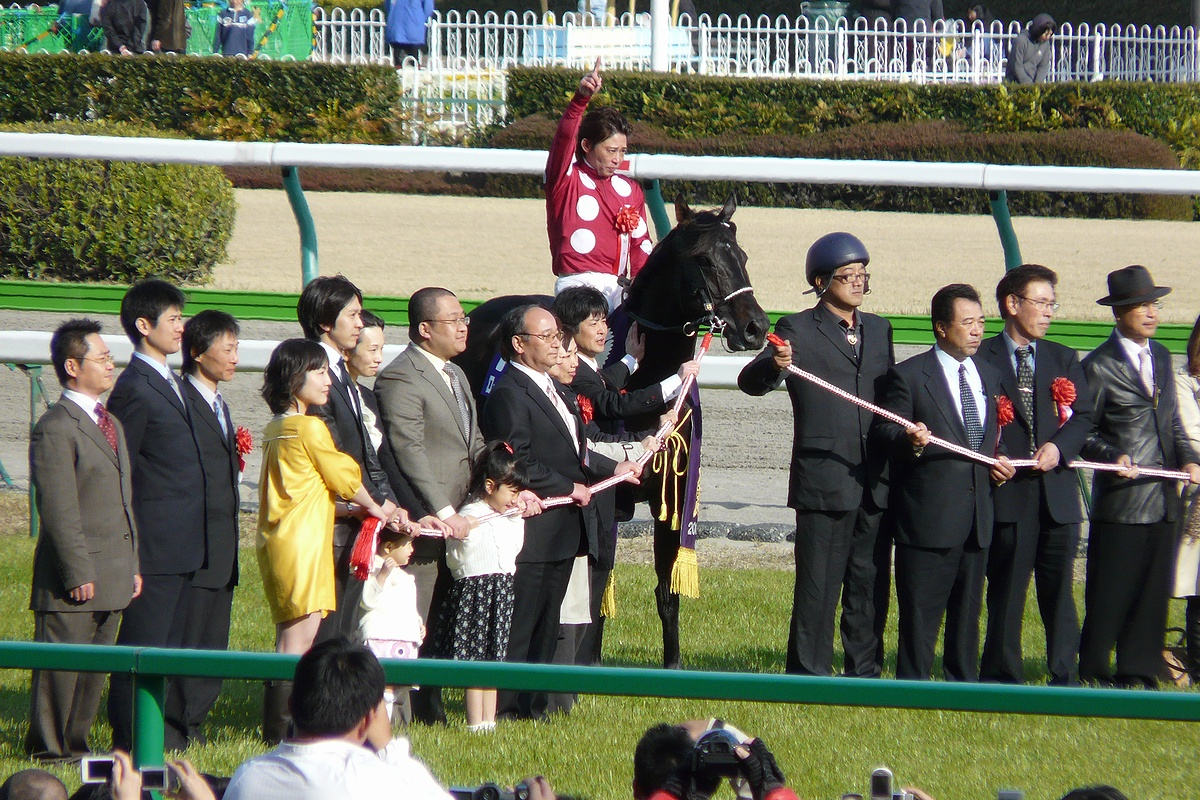
GIの口取り式

優勝した馬は、騎手や調教師など関係者とともにコース上で記念撮影を行う。
一部の競走（中央競馬では特別競走）では優勝馬に対して表彰式がウィナーズサークルなどで行われる。重賞競走では馬服や優勝レイなどが競走馬にかけられる。
GI競走が行われる場合（特に八大競走）には、著名人が来賓として招かれ、優勝した騎手・調教師・厩舎関係者に対して、正賞の表彰状、優勝杯を贈呈することがある。

### トレーニングセンター等への競走馬の輸送
競走を終えた競走馬は馬房に引き上げたあと、滞在しない場合は当日あるいは翌日にトレセンへ輸送され再び自分の厩舎へと帰っていく。ちなみに、引退した馬や一時放牧となる馬・外厩を利用している馬など、トレセンへ輸送されずに牧場や外厩へ戻っていく場合もある。

## 備考
そのほか、競走に対しては以下のように定められている。
- 競走に勝つ意志を持たずに競走馬を出走させてはならない。
- 騎手は競走で馬の全能力を発揮させなければならない。
- 災害や投石等の妨害行為があった場合や所定の走路と異なる走路で行われた場合には、その競走は不成立となる。